# Коста Списаревски
Коста Добрев Списаревски е български дипломат, икономист, журналист и юрист.

## Биография
Коста Списаревски е роден в 1882 година в Кюстенджа. Синът на брат му Светозар е летецът герой Димитър Списаревски. През 1904 г. завършва право с докторат в Брюксел. Пише в списание „Македоно-одрински преглед“ и поддържа контакти с Яне Сандански и други дейци на Вътрешната македоно-одринска революционна организация след Илинденско-Преображенското въстание. В периода 1904 – 1910 година е член на БРСДП. Към 1908 година е началник на отдел в Министерството на търговията и земеделието.
В периода 15 октомври 1911 – 23 юли 1913 година е народен представител в XV ОНС. Според Михаил Думбалаков Списаревски има страст към хазарта и го нарича „даровит, с богата ерудиция и с шумна известност публицист“.
Краен русофил, през 1915 година Списаревски е арестуван и осъден на доживотен затвор по аферата Антон Прудкин за предаване на военни тайни на руското разузнаване. След Първата световна война е освободен и заедно с Христо Силянов и Коста Тодоров редактира списание „Сила“, като негови статии са помествани и в издавания в Кралство Румъния вестник „Добруджа“.. От 1919 до 1923 г. Списаревски е началник-отдел в Българската земеделска банка, след което от 1923 до 1931 г. е генерален консул и търговски съветник в Солун и Атина, както и в Марсилия, Александрия и Цариград (1934 – 1941). В периода 1943 – 1944 година е политически затворник.
Коста Списаревски умира в 1953 година в София.
Журналистът Петър Карчев пише за него:
| „ | Но макар и стопановед, [Списаревски] страшно се увличаше от политическите дискусии. В неговия кабинет ставаха най-оживените разисквания на пролитически теми с журналистите. Той беше фанатизиран привърженик на Прогресивнолибераната партия и обожаваше Драган Цанков. В неговото русофилство преобладаваше фанатизмът. Доводите на разума и на логиката не го интересуваха много, макар той самият да беше човек с голяма култура. | “ |